# Puchar Europy Zdobywczyń Pucharów siatkarek (1992/1993)
Puchar Europy Zdobywczyń Pucharów 1992/1993 – 21. sezon turnieju rozgrywanego od 1978 roku, organizowanego przez Europejską Konfederację Piłki Siatkowej (CEV) w ramach europejskich pucharów dla żeńskich klubowych zespołów siatkarskich „starego kontynentu”.

## Drużyny uczestniczące
- AEL Limassol
- Hatovoc Tongeren
- VBK Harstad
- RTV 1987 Basel
- Pałac Polfrost Bydgoszcz
- Orbita Zaporoże
- Cimos Koper
- Boavista Porto
- Britannia Music London
- Holte IF
- Hapoel Bat Jam
- Teuta Durrës
- KFUM Örebro
- Kimikis Daugavpils
- Slávia UK Bratysława
- Volley Cats Berlin
- CSKA Moskwa
- Kommunalnik Mińsk
- ŽOK Rijeka
- Panellinios Ateny
- Tarmo Hämeenlinnan
- Espanyol Barcelona
- Wüstenrot Salzburg
- Universitatea Krajowa
- Veenman Martinus Amstelveen
- BZBK Baku
- Lewski-Spartak Sofia
- Sirio Perugia
- Vasas SC
- VBC Riom
- Emlakbanka Ankara

## Rozgrywki

### 1. Runda
| Data       | Drużyna 1                | Wynik | Drużyna 2          | Sety                            |
| ---------- | ------------------------ | ----- | ------------------ | ------------------------------- |
| 03.10.1992 | AEL Limassol             | 0:3   | Datovoc Tongeren   | 5:15, 0:15, 4:15                |
| 10.10.1992 | AEL Limassol             | 0:3   | Datovoc Tongeren   | 5:15, 0:15, 2:15                |
| 03.10.1992 | VBK Harstad              | 0:3   | RTV 1897 Basel     | 10:15, 2:15, 5:15               |
| 10.10.1992 | VBK Harstad              | 0:3   | RTV 1897 Basel     | 4:15, 5:15, 11:15               |
| 03.10.1992 | Pałac Polfrost Bydgoszcz | 0:3   | Orbita Zaporoże    | 4:15, 7:15, 14:16               |
| 10.10.1992 | Pałac Polfrost Bydgoszcz | 1:3   | Orbita Zaporoże    | 9:15, 5:15, 16:14 2:15          |
| 03.10.1992 | Cimos Koper              | 0:3   | Boavista Porto     | 4:15, 6:15, 8:15                |
| 10.10.1992 | Cimos Koper              | 1:3   | Boavista Porto     | 15:10, 9:15, 3:15, 7:15         |
| 03.10.1992 | Britannia Music London   | 0:3   | Holte IF           | 8:15, 6:15, 13:15               |
| 10.10.1992 | Britannia Music London   | 1:3   | Holte IF           | 10:15, 16:14, 6:15, 3:15        |
| 03.10.1992 | Hapoel Bat Jam           | 2:3   | Teuta Durrës       | 7:15, 15:11, 9:15, 15:12, 10:15 |
| 10.10.1992 | Hapoel Bat Jam           | 0:3   | Teuta Durrës       | 3:15, 6:15, 5:15                |
| 03.10.1992 | KFUM Örebro              | 0:3   | Kimikis Daugavpils | 14:16, 1:15, 10:15              |
| 10.10.1992 | KFUM Örebro              | 2:3   | Kimikis Daugavpils | 15:7, 4:15, 10:15, 15:7, 7:15   |

### 2. Runda
| Data       | Drużyna 1            | Wynik | Drużyna 2          | Sety                             |
| ---------- | -------------------- | ----- | ------------------ | -------------------------------- |
| 07.11.1992 | Slávia UK Bratysława | 0:3   | Volley Cats Berlin | 13:15, 11:15, 3:15               |
| 14.11.1992 | Slávia UK Bratysława | 2:3   | Volley Cats Berlin | 15:10, 5:15, 15:12, 13:15, 12:15 |
| 07.11.1992 | Datovoc Tongeren     | 0:3   | CSKA Moskwa        | 13:15, 9:15, 9:15                |
| 14.11.1992 | Datovoc Tongeren     | 0:3   | CSKA Moskwa        | 2:15, 11:15, 10:15               |
| 07.11.1992 | RTV 1897 Basel       | 0:3   | Orbita Zaporoże    | 10:15, 3:15, 2:15                |
| 14.11.1992 | RTV 1897 Basel       | 0:3   | Orbita Zaporoże    | 1:15, 3:15, 12:15                |
| 07.11.1992 | Holte IF             | 0:3   | Boavista Porto     | 7:15, 4:15, 11:15                |
| 14.11.1992 | Holte IF             | 0:3   | Boavista Porto     | 9:15, 10:15, 9:15                |
| 07.11.1992 | Kommunalnik Mińsk    | 3:2   | ŽOK Rijeka         | 13:15, 15:9, 13:15, 15:0, 15:11  |
| 14.11.1992 | Kommunalnik Mińsk    | 3:0   | ŽOK Rijeka         | 15:8, 15:11, 15:6                |
| 07.11.1992 | Panellinios Ateny    | 0:3   | Teuta Durrës       | 9:15, 9:15, 8:15                 |
| 14.11.1992 | Panellinios Ateny    | 2:3   | Teuta Durrës       | 13:15, 16:14 16:14, 7:15, 14:16  |
| 07.11.1992 | Kimikis Daugavpils   | 3:0   | Tarmo Hämeenlinnan | 15:10, 15:9, 15:6                |
| 14.11.1992 | Kimikis Daugavpils   | 3:0   | Tarmo Hämeenlinnan | 15:12, 15:7, 15:6                |
| 07.11.1992 | Espanyol Barcelona   | 1:3   | Wüstenrot Salzburg | 15:9, 5:15, 11:15, 8:15          |
| 14.11.1992 | Espanyol Barcelona   | 1:3   | Wüstenrot Salzburg | 15:13, 13:15, 8:15, 2:15         |

### 1/8 finału
| Data       | Drużyna 1                   | Wynik | Drużyna 2             | Sety                      |
| ---------- | --------------------------- | ----- | --------------------- | ------------------------- |
| 06.12.1992 | Volley Cats Berlin          | 3:0   | Universitatea Krajowa | 15:7, 15:2, 15:2          |
| 13.12.1992 | Volley Cats Berlin          | 3:1   | Universitatea Krajowa | 15:10, 12:15, 15:5, 15:11 |
| 06.12.1992 | Veenman Martinus Amstelveen | 1:3   | CSKA Moskwa           | 16:14, 14:16, 13:15, 4:15 |
| 12.12.1992 | Veenman Martinus Amstelveen | 0:3   | CSKA Moskwa           | 0:15, 12:15, 3:15         |
| 06.12.1992 | BZBK Baku                   | 3:0   | Boavista Porto        | 15:4, 15:0, 15:9          |
| 12.12.1992 | BZBK Baku                   | 3:0   | Boavista Porto        | 15:8, 15:5, 15:10         |
| 12.12.1992 | Orbita Zaporoże             | 3:0   | Lewski-Spartak Sofia  | 15:9, 17:15, 15:3         |
| 13.12.1992 | Orbita Zaporoże             | 3:0   | Lewski-Spartak Sofia  | 16:14, 15:6, 15:8         |
| 05.12.1992 | Sirio Perugia               | 1:3   | Kommunalnik Mińsk     | 13:15, 15:10, 8:15, 12:15 |
| 06.12.1992 | Sirio Perugia               | 3:1   | Kommunalnik Mińsk     | 15:13, 17:15, 13:15, 15:4 |
| 05.12.1992 | Teuta Durrës                | 0:3   | Vasas SC Budapeszt    | 3:15, 7:15, 13:15         |
| 12.12.1992 | Teuta Durrës                | 0:3   | Vasas SC Budapeszt    | 4:15, 3:15, 14:16         |
| 04.12.1992 | VBC Riom                    | 3:0   | Kimikis Daugavpils    | 15:1, 15:6, 15:6          |
| 06.12.1992 | VBC Riom                    | 3:0   | Kimikis Daugavpils    | 15:5, 15:8, 15:11         |
| 05.12.1992 | Wüstenrot Salzburg          | 3:0   | Emlakbanka Ankara     | 15:10, 15:11, 15:7        |
| 12.12.1992 | Wüstenrot Salzburg          | 3:0   | Emlakbanka Ankara     | 15:13, 15:4, 15:7         |

### Ćwierćfinał
| Data       | Drużyna 1     | Wynik | Drużyna 2          | Sety                      |
| ---------- | ------------- | ----- | ------------------ | ------------------------- |
| 20.10.1993 | CSKA Moskwa   | 3:1   | Volley Cats Berlin | 15:8, 16:14, 6:15, 15:1   |
| 27.10.1993 | CSKA Moskwa   | 0:3   | Volley Cats Berlin | 2:15, 5:15, 3:15          |
| 20.10.1993 | BZBK Baku     | 3:1   | Orbita Zaporoże    | 12:15, 15:7, 15:12, 15:7  |
| 27.10.1993 | BZBK Baku     | 1:3   | Orbita Zaporoże    | 15:13, 3:15, 12:15, 14:16 |
| 24.10.1993 | Sirio Perugia | 3:0   | Vasas SC Budapeszt | 15:6, 15:8, 15:10         |
| 26.10.1993 | Sirio Perugia | 3:0   | Vasas SC Budapeszt | 15:10, 15:9, 15:4         |
| 20.10.1993 | VBC Riom      | 3:0   | Wüstenrot Salzburg | 15:2, 15:6, 15:1          |
| 27.10.1993 | VBC Riom      | 3:0   | Wüstenrot Salzburg | 15:13, 15:6 16:14         |

### Turniej finałowy
Perugia

#### Mecze o rozstawienie
| Data       | Drużyna 1          | Wynik | Drużyna 2     | Sety                     |
| ---------- | ------------------ | ----- | ------------- | ------------------------ |
| 19.02.1993 | Volley Cats Berlin | 3:0   | BZBK Baku     | 15:13, 15:11, 15:8       |
| 19.02.1993 | VBC Riom           | 3:1   | Sirio Perugia | 8:15, 15:13, 15:9, 15:10 |

#### Półfinał
| Data       | Drużyna 1          | Wynik | Drużyna 2     | Sety                              |
| ---------- | ------------------ | ----- | ------------- | --------------------------------- |
| 20.02.1993 | BZBK Baku          | 3:2   | VBC Riom      | 12:15, 15:13, 12:15, 15:11, 15:13 |
| 20.02.1993 | Volley Cats Berlin | 3:0   | Sirio Perugia | 15:6, 15:11, 15:11                |

#### Mecz o 3. miejsce
| Data       | Drużyna 1     | Wynik | Drużyna 2 | Sety              |
| ---------- | ------------- | ----- | --------- | ----------------- |
| 21.02.1993 | Sirio Perugia | 3:0   | VBC Riom  | 15:7, 15:6, 15:13 |

#### Finał
| Data       | Drużyna 1          | Wynik | Drużyna 2 | Sety                    |
| ---------- | ------------------ | ----- | --------- | ----------------------- |
| 21.02.1993 | Volley Cats Berlin | 3:1   | BZBK Baku | 15:9, 13:15, 15:8, 15:6 |

## Klasyfikacja końcowa
| Miejsce | Drużyna            |
| ------- | ------------------ |
| złoto   | Volley Cats Berlin |
| srebro  | BZBK Baku          |
| brąz    | Sirio Perugia      |
| 4.      | VBC Riom           |